# Кнуд Гіслесен
Кнуд Гіслесен (29 грудня 1801 — 20 травня 1860) — норвезький вчитель, священнослужитель і письменник. Служив єпископом Тромсе з 1856 року до своєї смерті в 1860 році.

## Життєпис
Гіслесен народився в Локслі в парафії Х'яртдал у Телемаркі, Норвегія. Він переїхав до Осло в 1825 році, щоб продовжити освіту в Університеті Осло. У 1830 році він здобув академічний ступінь кандидата теології. Наступного року почав працювати вчителем у школі в Скіні. У 1833 році обійняв посаду капелана в церкві Аскер. Наступного рокуі він був призначений директором Аскерської семінарії. У 1855 році він став вікарієм у Гєрпені, а потім у травні 1856 року був призначений єпископом єпархії Тромсе. Очолював кафедру до своєї смерті в 1860 році.
Під час навчання в семінарії Аскера він написав книгу з біблійної історії в 1853 році. Перероблена та розширена версія була опублікована в 1858 році. У березні 1854 року він одружився з письменницею Генрієтт Гіслесен (1809—1859). Він отримав орден Васи в 1843 році та орден Святого Олава в 1858 році.